# Félix Lavilla
Félix Lavilla Martínez (Ólvega, Soria; 21 de enero de 1962) es un profesor y político español.

## Biografía
Nació el 21 de enero de 1962 en el municipio soriano de Ólvega. Diplomado en Magisterio, es especialista en Educación de Adultos por la Universidad de Valladolid y en 2014 obtuvo el grado de maestro en educación primaria. Ejerce como profesor de educación de personas adultas en Soria.
Como afiliado al PSOE, fue primer teniente de alcalde en el Ayuntamiento de Ólvega entre 1991 y 1993 y director provincial del Ministerio de Educación y Ciencia en Soria entre 1994 y 1996. En las elecciones generales de 1996, 2000, 2004 y 2008 fue elegido sucesivamente senador del PSOE por la circunscripción electoral de Soria.
En las elecciones generales de 2011 concurrió en las listas de su partido al Congreso de los Diputados por Soria y obtuvo el escaño de diputado para la X legislatura.